# Sentencia penal
En derecho, una sentencia penal es la sentencia o decisión final de un juez o un tribunal decidiendo un caso criminal. Las sentencias penales se caracterizan por decidir si los hechos examinados constituyen o no constituyen un delito y en caso afirmativo si se encuentra probado que dicho delito fue cometido en forma indubitable, intencionalmente (dolo), o a veces negligentemente, por la persona o personas imputadas, en cuyo caso la sentencia impone las penas correspondientes a dichos delitos según el Código Penal, destacándose entre ellas la posibilidad de restringir la libertad ambulatoria de la persona condenada. Como todas las sentencias, la sentencia penal tiene dos partes principales: los considerandos, donde se analizan hechos, pruebas y encuadres jurídicos, y el fallo, donde se decide el caso y de corresponder, se imponen las penas.   
Una sentencia constituye el último acto explícito de un proceso regido por un juez, así como el acto simbólico principal relacionado con su función. La sentencia generalmente puede incluir un decreto de encarcelamiento, una multa y/u otros castigos contra un acusado condenado por un delito. Las personas encarceladas por delitos múltiples suelen cumplir una pena concurrente (en la que el período de encarcelamiento equivale a la duración de la pena más larga cuando todas las sentencias se cumplen juntas al mismo tiempo), mientras que otras cumplen una pena consecutiva (en la que el período de encarcelamiento es igual a la suma de todas las sentencias cumplidas secuencialmente, o una después de la otra). Las sentencias adicionales incluyen las de tipo intermedio, que permiten a un recluso estar en libertad durante unas 8 horas al día por motivos de trabajo; las de tipo determinado, que se fijan en un número de días, meses o años; y las de tipo indeterminado o bifurcado, que exigen que el período mínimo se cumpla en un entorno institucional como una prisión, seguido de un período de "tiempo en la calle" (es decir, un período de libertad supervisada o de libertad condicional) hasta que se haya cumplido la sentencia total.
Si una sentencia se reduce a un castigo menos severo, entonces se dice que la sentencia ha sido "mitigada" o "conmutada". Rara vez (dependiendo de las circunstancias), los cargos de asesinato son "mitigados" y reducidos a cargos de homicidio. Sin embargo, en ciertos sistemas legales, un acusado puede ser castigado más allá de los términos de la sentencia (por ejemplo, estigma social, pérdida de beneficios gubernamentales, o colectivamente, las consecuencias colaterales de cargos criminales).
Las leyes generalmente especifican las penas más altas que se pueden imponer por ciertos delitos, y las pautas de sentencia a menudo obligan a imponer las penas mínimas y máximas de prisión a un delincuente, que luego se dejan a la discreción del tribunal de primera instancia. Sin embargo, en algunas jurisdicciones, los fiscales tienen una gran influencia sobre las penas efectivamente impuestas, en virtud de su discreción para decidir de qué delitos acusar al delincuente y de qué hechos tratarán de probar o pedir al acusado que lo estipule en un acuerdo de declaración de culpabilidad. Se ha argumentado que los legisladores tienen un incentivo para promulgar sentencias más duras que las que les gustaría que se aplicaran al típico acusado, ya que reconocen que la culpa de un rango de sentencias inadecuado para manejar un crimen particularmente atroz recaería en los legisladores, pero la culpa por castigos excesivos recaería en los fiscales.
La ley de sentencias a veces incluye "acantilados" que resultan en penas mucho más duras cuando se aplican ciertos hechos. Por ejemplo, una ley penal de carrera armada o una ley de delincuentes habituales pueden someter a un acusado a un aumento significativo de su condena si comete un tercer delito de cierto tipo. Esto dificulta la obtención de gradaciones finas en los castigos.

## Historia
El primer uso de esta palabra con este significado fue en el derecho romano, donde indicaba la opinión de un jurista sobre una pregunta dada, expresada en respuestas escritas u orales. También era la opinión de los senadores (que se tradujo en el senatus consultus). Finalmente, fue también la decisión del órgano que juzga (tanto en juicios civiles como penales), así como la decisión de los árbitros (en el arbitraje).
En los sistemas latinos modernos la sentencia es principalmente el acto final de cualquier procedimiento en el que un juez, o más generalmente un órgano, es llamado a expresar su evaluación, por lo tanto puede ser emitida prácticamente en cualquier campo del derecho que requiera una función de evaluación de algo por un órgano.

## Clasificación
Las sentencias se clasifican de varias maneras dependiendo de
- el campo legal, o el tipo de acción, o el sistema al que se refiere:
  - civil, penal, administrativo, canónico, ...., sentencia.
  - sentencias de mera autorización, de condena, de constitución.
- el órgano emisor (normalmente un juez monocrático o un tribunal, u otras figuras que reciben una legitimación del sistema).
- la jurisdicción y la competencia legal: jueces únicos, cortes, tribunales, apelaciones, tribunales supremos, tribunales constitucionales, etc., entendidos como los diversos grados de juicio y apelación.
- el contenido:
  - sentencias parciales, cautelares, interlocutorias, preliminares (sententia instructoria), definitivas.
  - sentencia de absolutio (descarga) o condemnatio (brevemente damnatio, también para otros significados - condena). Las sentencias de condena también se clasifican según la pena que determinan:
    - sentencia de reclusión,
    - sentencia de honorario,
    - sententia agendi, sentencia que impone una acción determinada (o una serie de acciones) como pena por el acto ilegal. Este tipo de sentencia se desarrolló mejor y se mantuvo en un uso más amplio en los sistemas de derecho consuetudinario.

## Filosofías
La sentencia que se dicte depende del principio filosófico utilizado por el tribunal y de lo que el sistema jurídico considera que es el propósito del castigo. Los propósitos más comunes de la sentencia son:
- Retribución
- Disuasión
- Denuncia
- Incapacidad
- Rehabilitación
- Reparación

| Teoría                               | Objetivo de la teoría | Castigo adecuado                                                                   |
| ------------------------------------ | --- | ---------------------------------------------------------------------------------- |
| Retribución                          | Castigo impuesto sin más motivo que la comisión de un delito, sobre la base de que, si es proporcionado, el castigo es moralmente aceptable como respuesta que satisface a la parte agraviada, a sus allegados y a la sociedad. | - Sentencias arancelarias - La sentencia debe ser proporcional al delito           |
| Disuasión                            | - Para el individuo - el individuo es disuadido por miedo a más castigos. - Para el público en general - los delincuentes potenciales fueron advertidos sobre el probable castigo.                                              | - Pena de prisión - Fuerte multa - Una sentencia larga como ejemplo para los demás |
| Denuncia                             | La sociedad expresa su desaprobación reforzando los límites morales | - Refleja la culpabilidad de la ofensa                                             |
| Incapacidad — protección del público | El delincuente es incapaz de cometer más delitos para proteger a la sociedad en general de la delincuencia | - Larga pena de prisión - Etiquetado electrónico - Prohibición de órdenes          |
| Rehabilitación                       | Para reformar el comportamiento del delincuente | - Sentencias individualizadas - Órdenes de servicio comunitario                    |
| Reparación                           | Reembolso a la(s) víctima(s) o a la comunidad | - Compensación - Trabajo no remunerado - Esquemas de reparación                    |

En Inglaterra y Gales, el artículo 142 de la Ley de justicia penal de 2003 ha especificado que en los casos en que estén implicados los mayores de 18 años, los tribunales deben tener en cuenta el "castigo de los delincuentes" (es decir, la retribución), la disuasión, la reforma y la rehabilitación, la protección del público y la reparación "a las personas afectadas por sus delitos".

## Proceso
Por lo general, la sentencia se dicta después de un proceso en el que el órgano decisorio está en condiciones de evaluar si la conducta analizada cumple o no con los sistemas jurídicos y, en última instancia, qué aspectos de la conducta podrían afectar a qué leyes. Dependiendo de los sistemas respectivos, las fases que preceden a la sentencia pueden variar de manera relevante y la sentencia puede ser resistida (por ambas partes) hasta un determinado grado de apelación. La sentencia dictada por el tribunal de apelación del más alto grado admitido se convierte inmediatamente en la sentencia definitiva, así como la sentencia dictada en grados menores que no es resistida por el condenado o por el acusador (o no es resistida en un tiempo determinado). La sentencia suele ser de dominio público (publicatio), y en la mayoría de los sistemas debe ir acompañada de las razones de su contenido (una especie de historia de las reflexiones y valoraciones jurídicas que el órgano juzgador utilizó para producirla).
Una sentencia (incluso una definitiva) puede ser anulada en algunos casos, que muchos sistemas suelen predeterminar. El caso más frecuente está relacionado con irregularidades detectadas a posteriori en el procedimiento. El más evidente es quizás en los casos penales, cuando se descubre una prueba relevante (a menudo de descarga) después de la sentencia definitiva.
En la mayoría de los sistemas, la sentencia definitiva es única, en el sentido preciso de que nadie puede ser juzgado más de una vez por la misma acción (aparte, obviamente, de la resistencia a la apelación).
Las sentencias son en muchos sistemas una fuente de derecho, como una interpretación autorizada de la ley frente a casos concretos, lo que las convierte en una extensión del sistema documental formal ordinario.
La sentencia es típicamente determinada por un juez y/o jurado y emitida en nombre de la autoridad superior del estado.